# 飯田仁
飯田 仁（いいだ ひとし）は、日本の工学者。東京工科大学教授。博士（工学）。

## 経歴
早稲田大学理工学部数学科卒業後、同大学大学院理工学研究科数学専攻修士課程を修了。日本電信電話公社（電電公社・現在のNTT）入社後、同社基礎研究所に所属した。
後に国際電気通信基礎技術研究所での勤務に就き、同自動翻訳電話研究所研究室長、同音声翻訳通信研究所研究室長を歴任し、ソニーコンピュータサイエンス研究所室長となる。
その後東京工科大学教授に就任。
2000年から2008年の間、東京工科大学片柳研究所の初代所長を務めた。
また、言語処理学会元会長、人工知能学会言語・音声理解と対話処理研究会初代主査である。
2010年現在、東京工科大学メディア学部教授、アジア太平洋機械翻訳協会副会長、言語処理学会役員顧問及び監事、人工知能学会言語・音声理解と対話処理研究会顧問。 
専門分野は、音声言語情報処理、言語工学、人工知能論、マルチモーダルエージェント技術、感性コミュニケーションなど。

## 略歴
- 早稲田大学理工学部数学科卒業
- 早稲田大学大学大学院理工学研究科数学専攻修士課程修了
- 日本電信電話公社基礎研究所
- 国際電気通信基礎技術研究所自動翻訳電話研究所研究室長
- 国際電気通信基礎技術研究所音声翻訳通信研究所研究室長
- ソニーコンピュータサイエンス研究所室長
- 東京工科大学教授
- 東京工科大学片柳研究所所長

## 受賞歴
主な受賞歴は次の通りである。
- 科学技術庁長官賞研究功績者表彰
- 科学技術庁注目発明選定証
- 日本科学技術情報センター丹羽賞（現・科学技術情報振興賞）

## 業績
主な業績は次の通りである。

### 雑誌論文
- 「ロボットの多言語使用の課題と現状−通訳ロボット−」『情報処理』　12月号、2003年12月
- 「音響的特徴と言語的特徴をパラメータ化して統合的に扱う感情表現の程度推定手法」『語用論研究』　2007年
- 「「怒り」の発話を対象とした話者の感情の程度推定法」『自然言語処理』　2007年